# شوسوكي تسوبوأوشي
شوسوكي تسوبوأوشي (باليابانية: 坪内 秀介) (مواليد 5 مايو 1983)، هو لاعب كرة قدم ياباني سابق كان يلعب كمدافع.

## وصلات خارجية
- شوسوكي تسوبوأوشي على موقع رابطة كرة القدم اليابانية للمحترفين (اليابانية)
- شوسوكي تسوبوأوشي على موقع قاعدة بيانات كرة القدم.إي يو (الإنجليزية)
- شوسوكي تسوبوأوشي على موقع Soccerway.com (الإنجليزية)
- شوسوكي تسوبوأوشي على موقع عالم كرة القدم.نت (الإنجليزية)
- شوسوكي تسوبوأوشي على موقع كووورة